# Festuca parvipaniculata
Festuca parvipaniculata là một loài thực vật có hoa trong họ Hòa thảo. Loài này được Hitchc. mô tả khoa học đầu tiên năm 1927.